# Panenteísmo
El panenteísmo  (del griego: πᾶν (pân). 'todo'; ἐν (en), 'en'; y θεός (theós), 'dios') es un concepto idealista y teológico que indica que Dios es a la vez inmanente y trascendente al universo o, en otras palabras, que  Dios engloba el universo pero no se limita a él, diferenciándose tanto del panteísmo, que afirma la identidad entre Dios y el universo, como del pandeísmo, que afirma que Dios deja de ser trascendente cuando crea el universo y se funde en el mismo. El dios del panenteísmo es el creador y la energía vital del universo, así como la fuente de la ley natural, por lo que es trascendente e inmanente, y engloba y va más allá de estos conceptos que dieron origen y conforman el universo.

## Origen del concepto
El creador del concepto fue el filósofo alemán y masón heterodoxo Karl Christian Friedrich Krause, quien buscaba reconciliar el teísmo tradicional con el panteísmo y el deísmo o religión natural creando el Krausismo. Según su panenteísmo, Dios acaba por reabsorber los «tres términos del mundo», o sea, la naturaleza, el espíritu y la humanidad, que unifica en un todo orgánico. Su historicismo culmina asimismo en un retorno del género humano a Dios, cual meta última de todo progreso; según él, se llega al Ser Supremo no a través del común proceso crítico e inductivo, que el filósofo denomina «analítico» y «subjetivo», sino por medio de otro superior, que llama «sintético» u «objetivo», que parte de Dios mismo y da lugar al mundo. Sus ideas sobre Dios influyeron decisivamente en los krausistas españoles e hispanoamericanos, así como en filósofos estadounidenses modernos como Charles Hartshorne. El filósofo ruso y sacerdote ortodoxo Sergei Bulgakov, usa la palabra panenteísmo, a la cual distingue marcadamente de la de panteísmo: el mundo está «en Dios».

## En filosofía

### La filosofía griega antigua
Las creencias religiosas del neoplatonismo pueden considerarse panenteístas. Plotino enseñaba que había un Dios trascendente inefable («el Uno», to En, τὸ Ἕν) del que las realidades posteriores eran emanaciones. Del «Uno» emana la Mente Divina (Nous, Νοῦς) y el Alma Cósmica (Psyche, Ψυχή). En el neoplatonismo el mundo mismo es Dios (según el Platón de Timeo 37). Este concepto de divinidad se asocia al del Logos (Λόγος), que se había originado siglos antes con Heráclito (c. 535-475 a. C.). El Logos impregna el cosmos, por el que se originan todos los pensamientos y todas las cosas, o como decía Heráclito: «Quien no me escuche a mí, sino al Logos, dirá: Todo es uno». Los neoplatónicos como Jámblico intentaron conciliar esta perspectiva añadiendo otra hipóstasis por encima de la mónada original de la fuerza o Dunamis (Δύναμις). Esta nueva mónada omnipresente abarcaba toda la creación y sus emanaciones originales increadas.

### Filosofía moderna

#### Spinoza
Baruch Spinoza afirmó que «Todo lo que es, está en Dios, y sin Dios nada puede ser, ni concebirse» «Las cosas individuales no son más que modificaciones de los atributos de Dios, o modos por los que los atributos de Dios se expresan de manera fija y definida». Aunque Spinoza ha sido llamado el «profeta» y «príncipe» del panteísmo, el spinozismo se puede entender más apropiadamente como panenteísmo, ya que según el filósofo holandés, todo existe en Dios y el Ser supremo no se fusiona ni con el mundo ni con la totalidad de sus manifestaciones. Spinoza mantiene la distinción escolástica entre «natura naturans» (Dios como principio del ser y de la vida irreductible a cualquier entidad particular) y «natura naturata», que es el conjunto de modos infinitos y finitos. Dado que Dios está compuesto por una infinitud de atributos, de los cuales solo conocemos dos (pensamiento y extensión), la metafísica spinoziana no puede ser interpretada ni como un panteísmo materialista ni como un panteísmo idealista.
En una carta a Henry Oldenburg Spinoza afirma que: «en cuanto a la opinión de ciertas personas de que identifico a dios con la naturaleza (tomada como una especie de masa o materia corpórea), están muy equivocadas». Para Spinoza, nuestro universo (cosmos) es un modo bajo dos atributos de Pensamiento y Extensión. Dios tiene infinitamente otros atributos que no están presentes en nuestro mundo. 
Según el filósofo alemán Karl Jaspers, cuando Spinoza escribió «Deus sive Natura» (Dios o la Naturaleza) Spinoza no quiso decir que Dios y la Naturaleza son términos intercambiables, sino que la trascendencia de Dios estaba atestiguada por sus infinitos atributos, y que dos atributos conocidos por los humanos, a saber, el Pensamiento y la Extensión, significaban la inmanencia de Dios. Además, Martial Guéroult sugirió el término panenteísmo, en lugar de panteísmo para describir la visión de Spinoza sobre la relación entre Dios y el mundo. El mundo no es Dios, pero está, en un sentido fuerte, «en» Dios. Sin embargo, el filósofo estadounidense y autodenominado panenteísta Charles Hartshorne se refirió a la filosofía de Spinoza como «panteísmo clásico» y distinguió la filosofía de Spinoza del panenteísmo.

### Filosofía Contemporánea

#### Krause
En 1828, el filósofo alemán Karl Christian Friedrich Krause (1781-1832) publicó Ideal de la humanidad para la vida buscando conciliar el monoteísmo y el panteísmo, donde acuñó el término panenteísmo (del griego antiguo expresión πᾶν ἐν θεῷ, pān en theṓ, literalmente «todo en dios»). Esta concepción de Dios influyó en los trascendentalistas de Nueva Inglaterra, como Ralph Waldo Emerson y al krausismo español encabezados por Julián Sanz del Río. 

#### Hartshorne
A partir de la década de 1940, el término panenteísmo fue popularizado por Charles Hartshorne en su desarrollo de la teología del proceso y también se ha identificado estrechamente con el Nuevo Pensamiento. Hartshorne examinó numerosas concepciones de Dios. Revisó y descartó el panteísmo, el deísmo y el pandeísmo en favor del panenteísmo, encontrando que tal «doctrina contiene todo el deísmo y el pandeísmo excepto sus negaciones arbitrarias». Hartshorne formuló a Dios como un ser que puede llegar a ser «más perfecto»: Tiene una perfección absoluta en las categorías para las que la perfección absoluta es posible, y una perfección relativa (es decir, es superior a todos los demás) en las categorías para las que la perfección no puede determinarse con precisión.

#### Otros
Entre los filósofos que abrazaron el panenteísmo se encuentran Thomas Hill Green (1839-1882), James Ward (1843-1925), Andrew Seth Pringle-Pattison (1856-1931) y Samuel Alexander (1859-1938).

## En la religión

### Hinduismo
La primera referencia al pensamiento panenteísta en la filosofía hindú se encuentra en un mito de la creación contenido en la última sección del Rig Veda llamada el Purusha Sukta, que fue compilado antes del 1100 a. C. El Purusha Sukta da una descripción de la unidad espiritual del cosmos. Presenta la naturaleza de Purusha o el ser cósmico como inmanente en el mundo manifestado y, sin embargo, trascendente a él. De este ser el sukta sostiene que procede la voluntad creativa original, por la cual este vasto universo se proyecta en el espacio y el tiempo.
El más influyente y dominante escuela de filosofía india, Advaita Vedanta, rechaza el teísmo y el dualismo al insistir en que «Brahman [realidad última] es sin partes ni atributos... uno sin segundo». Dado que Brahman no tiene propiedades, no contiene diversidad interna y es idéntico a toda la realidad no puede ser entendido como un Dios personal antropomórfico. La relación entre el Brahman y la creación se suele considerar panenteísta.
El Panenteísmo también se expresa en el Bhagavad Gita. En el verso IX.4, Krishna dice: 

El mundo entero está interpenetrado por mí, en mi forma invisible.
Todos los seres están en mí, aunque yo no esté en ellos.

Muchas escuelas de pensamiento hindúes adoptan el teísmo monista, que se considera similar al punto de vista panenteísta. La escuela de monismo diferencial de Nimbarka (Dvaitadvaita), la escuela de monismo cualificado de Ramanuja (Vishistadvaita) y el Saiva Siddhanta y el Shaivismo de Cachemira se consideran panenteístas. El Chaitanya Mahaprabhu de Gaudiya Vaishnavism, que dilucida la doctrina de Achintya Bheda Abheda (inconcebible unidad y diferencia), también se cree que es panenteísta. En el Shaivismo de Cachemira, se cree que todas las cosas son una manifestación de la Conciencia Universal (Cit o Brahman). Así que desde el punto de vista de esta escuela, el mundo fenomenal (Śakti) es real, y existe y tiene su ser en la Conciencia (Cit). Por lo tanto, el Shaivismo de Cachemira también propugna el monismo teísta o panenteísmo.
El Shaktismo, o Tantra, se considera un prototipo indio del panenteísmo. Shakti se considera el cosmos mismo - es la encarnación de la energía y el dinamismo, y la fuerza motivadora de toda acción y existencia en el universo material. Shiva es su aspecto masculino trascendente, que proporciona la base divina de todo el ser. «No hay Shiva sin Shakti, ni Shakti sin Shiva. Los dos... en sí mismos son Uno». Así, es Ella quien se convierte en el tiempo y el espacio, en el cosmos, es Ella quien se convierte en el cinco elementos, y por tanto en toda la vida animada y en las formas inanimadas. Ella es la energía primordial que sostiene toda la creación y la destrucción, todos los ciclos de nacimiento y muerte, todas las leyes de causa y efecto dentro de Sí misma, y sin embargo es más grande que la suma total de todo esto. Ella es trascendente, pero se vuelve inmanente como el cosmos (Mula Prakriti). Ella, la Energía Primordial, se convierte directamente en Materia.

### Personas asociadas con el panenteísmo
- Gregorio Palamás
- Baruch Spinoza
- Alfred North Whitehead
- Charles Hartshorne
- Arthur Peacocke
- John B. Cobb
- William Luther Pierce
- Rosemary Radford Ruether
- Jan Assmann
- Leonardo Boff
- Marcus Borg
- John C. Polkinghorne
- Max Scheler